# C. O. Gjerløv-Knudsen
Carl Oluf Gjerløv-Knudsen (* 28. Januar 1892 in Horsens; † 16. April 1980 in Birkerød) war ein dänischer Architekt und Schriftsteller.

## Leben
Gjerløv-Knudsen war Professor an der Technischen Universität Dänemarks. Als sein Hauptwerk gilt das ehemalige Gebäude der Technischen Universität Dänemarks in Kopenhagen, die jetzt von der Universität Kopenhagen verwendet wird. Er war der Vater des Möbeldesigners Ole Gjerløv-Knudsen.